# Маккаллерс, Карсон
Карсон Маккаллерс (англ. Carson McCullers, собственно Lula Carson Smith, 19 февраля 1917, Коламбус, штат Джорджия — 29 сентября 1967, Ньяк, штат Нью-Йорк) — американская писательница, драматург, эссеист и поэтесса. Её первый роман «Сердце — одинокий охотник» исследует духовную изоляцию неудачников и изгоев в маленьком городке Американского Юга. Другие её романы имеют схожие темы, действие большинства произведений разворачиваются на территории Глубокого Юга.
Творчество МакКаллерс часто относят к направлению «южная готика», что свидетельствует о её южных корнях. Однако МакКаллерс написала большую часть своих произведений после переезда из Юга США, и критики описывают стиль её произведений и эксцентричных персонажей как универсальных по своему масштабу. Рассказы МакКаллерс были адаптированы для театра и кино. Сценарий по повести «Участница свадьбы» (1946), который охватывает чувства молодой девочки перед свадьбой её брата, имел успех на Бродвейской постановке в 1950—1951 годах.

## Ранние годы
Лула Карсон Смит родилась в Колумбусе, штат Джорджия, в 1917 году в семье ювелира Ламара Смита (1889—1944) и Маргариты Уотерс Смит (1890—1955). Она была названа в честь бабушки по материнской линии Лулы Карсон Уотерс. Дед её матери был южным плантатором и героем Гражданской войны в США. Её отец — часовщик и ювелир французского гугенотского происхождения. С десятилетнего возраста юная Карсон брала уроки игры на фортепиано. Когда ей исполнилось 15 лет, отец купил пишущую машинку, чтобы поддержать писательские устремления Карсон.
Лула Карсон Смит окончила среднюю школу в Колумбусе. В сентябре 1934 года, в возрасте 17 лет, она покинула дом, отправившись на пароходе в Нью-Йорк, планируя изучать фортепиано в Джульярдской школе. После того как она заболела ревматической лихорадкой, она вернулась в Колумбус, чтобы восстановить здоровье, где навсегда решает отказаться от музыкальной карьеры. Затем, возвратившись в Нью-Йорк, она работает официанткой, продолжая писательскую деятельность. В этот же период Карсон обучается на вечерних курсах в Колумбийском университете, посещает писательские курсы под руководством Дороти Скарборо и Сильвии Чатфилд Бейтс в колледже Нью-Йоркского университета. В 1936 году Карсон опубликовала свою первую новеллу «Вундеркинд», автобиографический сюжет произведения восхищал наставников, в котором изображается беззащитность и потери подростка-вундеркинда. Новелла впервые была опубликована в журнале «Story» и дополнила сборник «Баллады о невесёлом кабачке» (The Ballad of the Sad Café and Other Stories) (1951).

## Брак
С 1935 — по 1937, ввиду обстоятельств учёбы и состояние здоровья Карсон проводит время живя попеременно то в Нью-Йорке, то в родном Колумбусе. В сентябре 1937 года, в возрасте 20 лет, она выходит замуж за отставного солдата, начинающего писателя Ривза МакКаллерса. Они начинают свою совместную жизнь в Шарлотте, Северная Каролина, где впоследствии Ривз находит работу.

## Карьера
В 1940 году, в возрасте 23 лет, придерживаясь традиций прозы «южной готики», МакКаллерс завершает свой первый роман «Сердце — одинокий охотник». (Название было предложено её литературным редактором и взято из стихотворения Уильяма Шарпа «Одинокий охотник»). На период публикации роман расценивался как антифашистский.
За всю свою писательскую жизнь МакКаллерс опубликовала 8 книг: «Сердце — одинокий охотник» (1940), «Отражения в золотом глазу» (1941), «Участница свадьбы» (1946). Повесть «Баллада о невесёлом кабачке» (1951) изображает одиночество от боли неразделённой любви; на период написания повести, МакКаллерс являлась участником «Yaddo» — творческой коммуны в Сараготе, Нью-Йорк.
В романе «Участница свадьбы» (1946) МакКаллерс описывает чувства молодой девочки перед свадьбой её брата. В 1950—1951 на Бродвейской сцене прошла успешная постановка романа по сценарию, специально адаптированному лично МакКаллерс для театра. В 2007 году постановка состоялась в Лондоне.

В 1968 году был экранизирован роман «Сердце — одинокий охотник», роль главного героя Джона Сингера сыграл Алан Аркин. В съемках романа «Отражения в золотом глазу» (1967), режиссёра Джона Хьюстона приняли участие Марлон Брандо и Элизабет Тейлор. В своей автобиографии «Открытая книга» (1980) Хьюстон утверждает: 
«Я впервые встретил Карсон МакКаллерс во время войны, когда был в гостях у Полетт Годдар и Бёрджесс Мередит в северной части штата Нью-Йорк. Карсон жила неподалёку, и однажды, когда мы с Баззом вышли на прогулку, она окликнула нас от своих дверей. Тогда ей было слегка за 20 и с ней уже случился первый из серии её ударов. Я помню её, как хрупкое создание, с великолепными сияющими глазами; я помню дрожь в её руке, когда мы поздоровались. Это был не паралич, а скорее дрожь телесной робости. Но не было ничего робкого или слабого в том, как Карсон МакКаллерс встречала жизнь лицом к лицу. И по мере того, как её болезни умножались, она только становилась сильнее».

## Личная жизнь
Карсон и Ривз МакКаллерс развелись в 1941 году. После ухода от Ривза она переехала в Нью-Йорк, к Джорджу Дэвису, редактору «Harper’s Bazaar». Карсон стала членом «Февральского дома», художественной коммуны в Бруклине. Среди её друзей были: поэт Уистен Хью Оден, художник-сюрреалист Сальвадор Дали, актриса Мэрилин Монро, композитор Бенджамин Бриттен, актриса Джипси Роза Ли и писатели Пол Боулз и Джейн Боулз. После Второй мировой войны МакКаллерс с семьёй жили в Париже. Её близкими друзьями в эти годы были Трумен Капоте и Теннесси Уильямс. В течение этого периода, Ривз сдружился с композитором Дейвидом Даймондом, они жили вместе в Рочестере, Нью-Йорк.
В 1945 году Карсон и Ривз снова поженились. Три года спустя, в то время как Карсон была тяжело подавлена, она попыталась покончить жизнь самоубийством.
В 1953 году Ривз желал убедить Карсон совершить самоубийство вместе, на что Карсон возразила ему резким отказом. После отъезда Карсон, Ривз скончался в парижской гостинице от передозировки снотворного. Пьеса «Квадратный корень из прекрасного» (1957), была написана на основе горьких воспоминаний о последних годах жизни с Ривзом.
В последние месяцы своей жизни МакКаллерс, после нескольких инсультов потерявшая способность писать, надиктовала автобиографию «Озарение и ночная лихорадка» (1999), оставшуюся незавершённой. Дом в Южном Ньяке, Нью-Йорк, в котором Карсон прожила с 1945 — по 1967 годы, был включен в Национальный реестр исторических мест в 2006 году.

## Смерть
МакКаллерс на протяжении всей своей жизни страдала от множества болезней. В юности её мучили частые инсульты, а в 15 лет заболела ревматической лихорадкой, долгое время не могла избавиться от алкогольной зависимости. На 31 году жизни оказалась полностью парализована левая часть тела. Последние двадцать лет своей жизни Карсон МакКаллерс прожила в своём доме в Южном Ньяке, Нью-Йорк. 29 сентября 1967 года умерла в возрасте 50 лет от инсульта. Похоронена на кладбище Оак-Хилл в Вашингтоне (Oak Hill Cemetery).

## Критика творчества
«МакКаллерс и, возможно, ещё Фолкнер являются единственными настоящими писателями со времени смерти Д. Х. Лоренса с оригинальной поэтической чувствительностью. Я предпочитаю МакКаллерс Фолкнеру, потому что она пишет более четко; Я предпочитаю её Д. Х. Лоренсу, потому что она лишена писательского пафоса».
- Грэм Грин
«[Её работы] — одно из немногих достижений нашей второсортной культуры».
 — Гор Видал
«Основная тема творчества Карсон: огромное значение и почти неразрешимые проблемы человеческой любви».
- Теннесси Уильямс
«Её уродцы не настоящие».
- Джейн Боулз
«Я считаю, что это худшая книга, которую я когда-либо читала».
 — Фланнери О’Коннор о романе «Часы без стрелок».
«Карсон МакКаллерс я очень люблю, и прежде всего, конечно, „The Heart Is a Lonely Hunter“ („Сердце — одинокий охотник“). Я очень люблю „Балладу о невесёлом кабачке“ — вещь, изумительно сделанную с точки зрения ритма прозы, это действительно баллада. Я ужасно люблю „Часы без стрелок“. И вообще её трагическая судьба, её красота, её вундеркиндство, её ранние дебюты, ранний алкоголизм, её какая-то надрывность, трагедия — вот люблю! Она такая, как мне надо, как мне нравится. Благополучных писателей я не люблю. Я не очень люблю мужской алкоголизм (такой, как у Чивера), но в её случае она именно спивалась для того, чтобы заглушить невыносимую остроту чувств. Она сильная женщина, конечно».
- Дмитрий Быков

## Творчество
Автобиографическая проза и драматургия МакКаллерс — один из наиболее радикальных и впечатляющих образцов «южной готики» (Уильям Фолкнер, Эрскин Колдуэлл, Фланнери О’Коннор, Харпер Ли и др.).

## Признание
Дважды лауреат стипендии Фонда Гуггенхайма (1942 и 1946), лауреат премии Генри Белламанна за выдающийся вклад в литературу (1966). В университете Коламбуса открыт Центр для писателей и музыкантов имени Карсон МакКаллерс (см.: ). Произведения МакКаллерс переведены на многие языки мира, многократно экранизировались.

## Сочинения

### Романы
- The Heart Is a Lonely Hunter/ Сердце — одинокий охотник (1940, фильм Роберта Эллиса Миллера, 1968)
- Reflections in a Golden Eye/ Отражения в золотом глазу (1941, фильм Дж. Хьюстона, 1967)
- The Member of the Wedding/ Участница свадьбы (1946, авторская переделка в драму, 1950; фильм Ф.Циннемана, 1952, фильм Клода Милле, 1985; телефильмы 1982 и 1997)
- Clock Without Hands / Часы без стрелок (1961)

### Другие произведения
- The Ballad of the Sad Café and Other Stories / Баллада о невеселом кабачке (1951, сб. прозы, заглавная повесть переделана Э.Олби в драму, 1963; фильм, 1991)
- The Square Root of Wonderful/ Квадратный корень чудес (1958, пьеса)
- The Mortgaged Heart / Сердце в закладе (1972, сб. рассказов)
- Illumination and Night Glare/ Озарение и ночная лихорадка (1999, незаконченная автобиография)

## Сводные издания
- Complete Novels. New York: The Library of America, 2001

## Публикации на русском языке
- Часы без стрелок. М.: Молодая гвардия, 1966
- Сердце — одинокий охотник. М.: Молодая Гвардия, 1969 (переизд.: М.:Радуга, 1985)
- Участница свадьбы. Л.: Лениздат, 1990
- Отражения в золотом глазу: Повести. Рассказы. СПб.: Амфора, 2000
- Кто увидел ветер// Иностранная литература, 2000, № 1
- Озарение и ночная лихорадка. Неоконченная биография Карсон Маккаллерс. Переписка Карсон и Ривза Маккаллерс во время Второй мировой войны. М., «КРУК-Престиж», 2005
- Рассказы и повесть